# Captopril
El captopril és un inhibidor de l'enzim convertidor d'angiotensina (IECA) que actua bloquejant la proteïna peptidasa del centre actiu d'aquesta.
El captopril minimitza la forma de les dues últimes restes peptídics de l'angiotensina I, que permet la seva unió amb els centres d'ancoratge de la molècula original i aquest queda bloquejat en el centre actiu de l'enzim en substituir l'enllaç peptídic diana (enllaç NC) per un enllaç CC que requereix una energia d'activació més elevada. Aquesta unió és irreversible.
A Espanya està comercialitzat com EFG.«Centro de Información online de Medicamentos de la AEMPS - CIMA».  Madrid:  AEMPS. Ministerio de Sanidad, Servicios Sociales e Igualdad, 2025.</ref>

## Història
El captopril va ser la primera molècula que sintetitzada per variació estructural a partir de la molècula original d'angiotensina I i del receptor de l'ECA, cosa que va permetre iniciar els estudis de variació estructural en altres molècules amb els seus receptors corresponents, el que es va veure millorat després la incorporació de la cristallografia per difracció de raigs X.

## Mecanisme d'acció
El captopril és un IECA que mitjançant la disminució de l'angiotensina II, desencadena una vasoconstricció i al mateix temps disminueix també la secreció d'aldosterona.
D'aquesta manera es produeix la disminució de la tensió arterial.

## Indicacions
El captopril és un fàrmac utilitzat per tractar la hipertensió arterial i la insuficiència cardíaca. També, pot utilitzar-se en casos d'infart de miocardi i de nefropatia diabètica.

## Contraindicacions
Hi ha certs casos en els quals el captopril està contraindicat, ja que, pot interaccionar amb altres fàrmacs, agreujar certes malalties de l'individu, etc.

### Angioedema
En alguns casos s'ha observat l'aparició d'angioedema posterior a la presa de captopril. L'angioedema pot provocar la inflamació de llengua, llavis, cara, etc i desencadenar una obstrucció de les vies aèries que hauria de ser tractada d'urgència.

### Hiperpotassèmia
En certs casos s'ha observat l'increment de potassi en l'àmbit sanguini.

### Embaràs
No està recomanat al primer trimestre i està contraindicat en el segon i tercer.

### Lactància
No es recomana administrar captopril durant la lactància. Sobretot, en prematurs i les primeres setmanes d'alletament, ja que, es poden produir alteracions renals i cardiovasculars al nadó.

## Efectes secundaris
El captopril pot desencadenar tota una sèrie d'efectes secundaris. Per una banda, hi ha els símptomes més freqüents que són: tos, mareig, nàusees, dolor al coll, astènia, palpitacions, etc. Per altra banda, hi ha aquells que són més rars i a la vegada més severs: Dispnea, inflamació de la cara, ulls, llengua, llavis, dolor toràcic, etc.